# Pieter Cornelis Baayen
Pieter Cornelis „Cor“ Baayen (* 10. März 1934 in Klaten, Java; † 22. Mai 2019 in Almelo) war ein niederländischer Mathematiker.

## Leben
Baayen machte 1951 in Goes sein Abitur und studierte an der Freien Universität Amsterdam Mathematik und Naturwissenschaft mit dem Kandidatenabschluss 1954 und dem Doctoraalexamen 1957 in Mathematik, wobei er im letzten Studienjahr schon an einer höheren Schule unterrichtete. 1957 bis 1959 war er an der University of California, Berkeley. Er wurde 1964 bei Johannes de Groot (1914–1972) an der Universität Amsterdam promoviert (Universal Morphisms). Er war seit 1959 am CWI (Centrum Wiskunde & Informatica), an dem er ab 1965 die Abteilung Reine Mathematik leitete (Gruppenleiter), und seit 1965 Professor an der Freien Universität Amsterdam, an der er schon seit 1962 einen Lehrauftrag für Topologie und Funktionalanalysis hatte.
1966/67 war er Gastprofessor an der University of Washington.
1980 bis 1994 war er Direktor des CWI in Amsterdam. In dieser Zeit initiierte und beförderte er eine Reihe von Forschungsfeldern wie Kryptographie, Computeralgebra, Bildanalyse, Computerlinguistik, Diskrete Mathematik, Performance-Analyse und Interface-Technologie.
Er begann in reiner Mathematik und befasste sich später mit Diskreter Mathematik und Informatik. Zu seinen Doktoranden zählt Alexander Schrijver.
Ihm zu Ehren ist der Cor Baayen Young Researcher Award des European Research Consortium for Informatics and Mathematics (ERCIM) benannt. Baayen war 1991 bis 1994 erster Präsident des ERCIM. 1978 bis 1980 war er Vorsitzender der Wiskundig Genootschap und 1983 bis 1985 der Nederlands Genootschap voor Informatica.

## Schriften
- mit Jacobus Hendricus van Lint, Johan Jacob Seidel: Colloquium discrete wiskunde, Mathematisch Centrum 1968